# Elthusa myripristae
Elthusa myripristae är en kräftdjursart som beskrevs av Bruce 1990. Elthusa myripristae ingår i släktet Elthusa och familjen Cymothoidae. Inga underarter finns listade i Catalogue of Life.